# Mercedes-AMG F1 W15 E Performance
El Mercedes-AMG F1 W15 E Performance fue un monoplaza de Fórmula 1 diseñado y construido por Mercedes para disputar la temporada 2024. Fue conducido por Lewis Hamilton y George Russell.
Entre las innovaciones técnicas, respecto a su antecesor, destacaron un diseño revisado de los pontones, el cambio a suspensión push-rod y una posición más retrasada del cockpit, ajustándose a las críticas previas de Hamilton sobre la posición del asiento en modelos anteriores.
A lo largo de la temporada, el W15 logró cuatro victorias, cuatro poles, cuatro vueltas rápidas y nueve podios. Russell se impuso en los Grandes Premios de Austria y Las Vegas, mientras que Hamilton ganó en Gran Bretaña y Bélgica. A pesar de esto, el equipo terminó en cuarto lugar en el Campeonato de Constructores, su peor resultado desde 2012.

## Resultados

### Fórmula 1
(Clave) (negrita indica pole position) (cursiva indica vuelta rápida)

| Año     | Motor               | Neu. | N.º | Pilotos        | 1   | 2   | 3   | 4   | 5   | 6   | 7   | 8   | 9   | 10  | 11  | 12  | 13  | 14  | 15  | 16  | 17  | 18  | 19   | 20  | 21  | 22  | 23  | 24  | Puntos | Pos. |
| ------- | ------------------- | ---- | --- | -------------- | --- | --- | --- | --- | --- | --- | --- | --- | --- | --- | --- | --- | --- | --- | --- | --- | --- | --- | ---- | --- | --- | --- | --- | --- | ------ | ---- |
| 2024    | AMG F1 M15 V6 Turbo | P    |     |                | BHR | ARA | AUS | JPN | CHN | MIA | EMI | MON | CAN | ESP | AUT | GBR | HUN | BEL | NED | ITA | AZE | SIN | USA  | MEX | SÃO | LVG | QAT | ABU | 468    | 4.º  |
| 2024    | AMG F1 M15 V6 Turbo | P    | 44  | Lewis Hamilton | 7   | 9   | Ret | 9   | 92  | 6   | 6   | 7   | 4   | 3   | 46  | 1   | 3   | 1   | 8   | 5   | 9   | 6   | Ret6 | 4   | 10  | 2   | 126 | 4   | 468    | 4.º  |
| 2024    | AMG F1 M15 V6 Turbo | P    | 63  | George Russell | 5   | 6   | 17† | 7   | 68  | 8   | 7   | 5   | 3   | 4   | 14  | Ret | 8   | DSQ | 7   | 7   | 3   | 4   | 65   | 5   | 46  | 1   | 43  | 5   | 468    | 4.º  |
| Fuente: |                     |      |     |                |     |     |     |     |     |     |     |     |     |     |     |     |     |     |     |     |     |     |      |     |     |     |     |     |        |      |